# 시몬 판 데르메이르

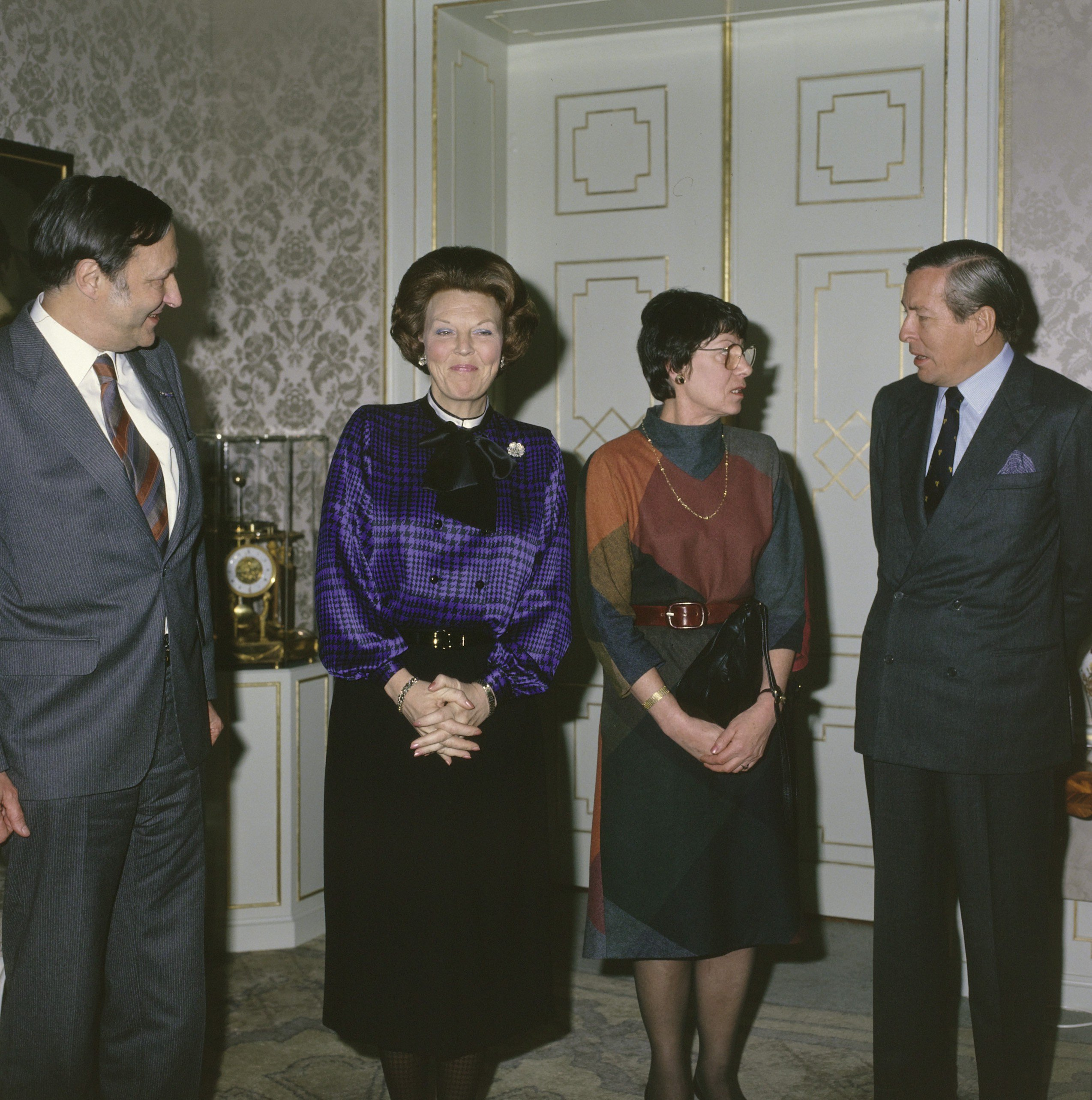
시몬 판데르메이르(왼쪽)와 그의 아내. (1985년)

시몬 판데르메이르(Simon van der Meer, 1925년 11월 24일 ~ 2011년 3월 4일)는 네덜란드의 입자 가속기 물리학자로서, 1984년에는 물질의 가장 기본이 되는 요소 중 두 가지인 W와 Z보손의 발견을 이끈 CERN 프로젝트에 기여한 카를로 루비아와 함께 노벨 물리학상을 받았다.
판데르메이르는 입자선의 확률적 냉각 기법을 발명하였다.